# Solenopsis pusillignus
Solenopsis pusillignus é uma espécie de formiga do gênero Solenopsis, pertencente à subfamília Myrmicinae.